# Hidatština
Hidatština (anglicky Hidatsa) je jedním ze dvou severoamerických indiánských jazyků tvořících skupinu sújských jazyků údolí Missouri, která je součástí sújsko-katóbské jazykové rodiny. Roku 2000 mluvilo tímto jazykem asi 500 Hidatsů z hidatsko-mandansko-arikarské rezervace Fort Berthold ležící na západě Severní Dakoty, přičemž šest osob vůbec neovládalo angličtinu. Od hidatštiny se v minulosti odštěpila absaročtina.

## Příklady

### Číslovky
| Hidatsky  | Česky |
| nuwáca    | jeden |
| núuba     | dva   |
| náawii    | tři   |
| dóoba     | čtyři |
| gihxú     | pět   |
| agáawa    | šest  |
| sháhbua   | sedm  |
| núubahbi  | osm   |
| nuwácahbi | devět |
| bíraga    | deset |